# Бурмейстер, Герман
Карл Герман Конрад Бурмейстер (нем. Carl Hermann Conrad Burmeister; 1807—1892) — известный немецкий естествоиспытатель. Он работал как географ, геолог, ботаник, орнитолог, морской биолог, энтомолог, териолог, палеонтолог и метеоролог и опубликовал почти 300 научных работ.
Он собрал обширную коллекцию зоологического факультета Университета Галле. В Аргентине он получил такое же признание, что и Александр фон Гумбольдт, с которым он дружил.

## Биография
Бурмейстер окончил гимназию в Штральзунде, а затем с 1826 года изучал медицину, сначала в Грайфсвальдском университете, а с 1827 года в Университете Галле. Его основным интересом была энтомология. Он получил степень доктора медицины 4 ноября 1829 года, защищая тему «De Insectorum systemate naturali», а 19 декабря 1827 года — доктора философских наук с темой «Allgemeine Schilderung des Baues der Fische» (Общее описание строения рыб). В 1830 году он переехал в Берлине, где получил учёную степень по естественной истории, а также место преподавателя этого предмета в реальной гимназии. В 1842 году стал профессором зоологии в Галле. Через год вышла его работа по истории возникновения природы «Geschichte der Schöpfung» (История создания). В 1848 году он был избран в Прусскую палату представителей в Берлине, где примкнул к левой стороне. Летом 1850 года Бурмейстер взял продолжительный отпуск, а в сентябре того же года отправился в Бразилию. Там он объездил штаты Рио-де-Жанейро и Минас-Жерайс, но в июне 1851 года у Лагоа-Санта сломал себе ногу и это обстоятельство задержало его на пять месяцев внутри страны. В январе 1852 года он вернулся в Европу и привёз с собой 800 птиц, 200 яиц птиц, 90 амфибий, 70 млекопитающих и 8 000 насекомых. В 1856 году Бурмейстер снова поехал в Южную Америку, объездил Уругвай, затем отправился через Аргентину в Мендосу, и, после некоторой остановки, оттуда обратно в Росарио и Парану. Пробыв продолжительное время в Паране, он двинулся в Тукуман и на север Аргентинской конфедерации, в марте 1859 года перешёл Анды по не испытанной ещё ни одним европейцем дороге на Копиано и затем отправился морем через Панамский перешеек на остров Кубу. C Кубы в 1860 году он возвратился в Германию и привёз примерно 116 000 объектов, в том числе 100 000 насекомых. Но уже весной 1861 года он снова оставил свою профессуру в Галле и отправился в Буэнос-Айрес, где с тех пор оставался директором и профессором в основанном им же естественноисторическом музее. В 1870 году он стал куратором вновь устроенного естественноисторического факультета в Кордовском университете.

## Почести и награды

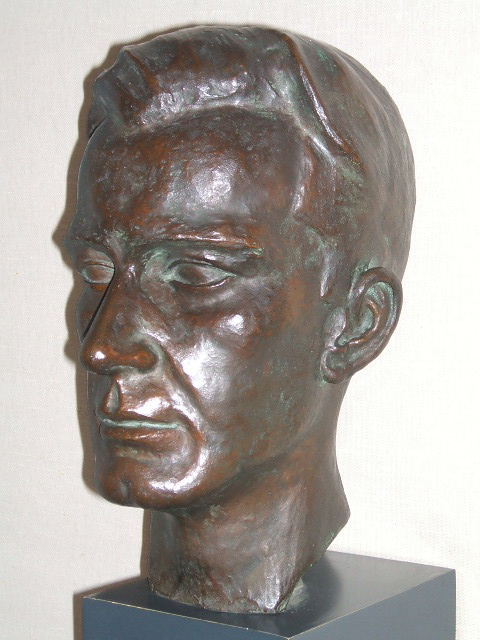
Бюст Бурмейстера в Штральзунде

### Ордена
- Орден Короны 3-го класса от короля Пруссии Вильгельма I в 1879 году
- Орден Розы от императора Бразилии Педру II в 1879 году

### Памятники
- Штральзунд: Памятная доска Бурмейстеру недалеко от его родного дома
- Буэнос-Айрес: Памятник из белого мрамора в парке Сентенарио, автор Рихард Айгнер, торжественно открыт 7 октября 1900 года
- Буэнос-Айрес: Бюст из розового дерева в Museo Argentino de Ciencas Naturales «Bernardino Rivadavia», автор Рихард Люгнерс, 1879 год
- Буэнос-Айрес: Музей с саркофагом в Museo Argentino de Ciencas Naturales «Bernardino Rivadavia»

### Прочее
В честь Бурмейстера названы:
- Гора на о. Шпицберген (Август Петерман, 1871)
- Вид колибри (Microstilbon burmeisteri  —   Бурмейстеров колибри, Длиннохвостый эльф) (Sclater, 1888)
- Вид тиранчиков (Phyllomyias burmeisteri  —   Пестрощёкий тиранчик Бурмейстера, Пестрощёкий москитеро) (Cabanis & Heine, 1859)
- Вид черноногая кариама (Chunga burmeisteri —   Черноногая кариама) (Hartlaub, 1860)
- Школа (19 мая 1993) и улица (1 июля 1993) в Штральзунде
- Род трилобитов Burmeisteria

## Членство в академиях и обществах
Герман Бурмейстер был всемирно признанным естествоиспытателем. До своей смерти в 1892 году он был членом в целом 41 национальной и международной академий и обществ, в числе которых Леопольдина, Энтомологическое общество Франции, Петербургская академия наук (1855), Американское философское общество, Зоологическое общество Лондона, Королевское географическое общество, Прусская академия наук, Берлинское географическое общество и другие.

## Труды
- Grundriss der Naturgeschichte (Berlin 1833)
- Zoologischer Handatlas (Berlin 1835—1843)
- Handbuch der Entomologie (Berlin 1832—1855; 5 Bände)
- Genera insectorium (Berlin 1838—1846; 10 Hefte)
- Geschichte der Schöpfung (Leipzig 1843)
- Die Organisation der Trilobiten (Berlin 1843)
- Die Labyrinthodonten (Berlin 1849—1850; 3 Teile)
- Der fossile Gavial von Boll (Halle 1854)
- Reise nach Brasilien (Berlin 1853)
- Landschaftliche Bilder Brasiliens (Berlin 1853)
- Systematische Übersicht der Tiere Brasiliens (Berlin 1854—1856; 3 Bände)
- Erläuterungen zur Fauna Brasiliens (Berlin 1857)
- Reise durch die La Plata-Staaten (Halle 1861; 2 Bände)
- Physikalische Beschreibung der Argentinischen Republik (Buenos Aires und Halle 1875)
- Die fossilen Pferde der Pampasformation (Buenos Aires und Halle 1875)

Материалист Л. Бюхнер в фундаментальном сочинении «Сила и материя», в эссе о наличии души у животных, цитирует Г. Бурмейстра: «Der menschliche Körper ist eine modifizierte Tiergestalt, seine Seele eine potenzierte
Tierseele», что может быть переведено как «Человеческое тело представляет собой модифицированную форму животного, его душа потенциально — животная душа».